# Рийи, Клод
Клод Рийи́ (фр. Claude Rilly, р. 1960) — французский лингвист-египтолог и филолог, специализирующийся на изучении древних африканских языков. Известен как один из ведущих специалистов по дешифровке мероитского языка, древнего письма, используемого в царстве Куш. Одновременно доказал принадлежность мероитского языка к восточносуданским языкам.

## Биография
Клод Рийи родился в 1960 году. С детства увлекался историей и языками, что привело его к изучению восточных и африканских культур. Получил высшее образование в области лингвистики и египтологии. Его докторская диссертация была посвящена анализу структур мероитского языка.
В течение своей карьеры Рийи активно участвовал в экспедициях в Судан, где вел полевые исследования в районах древнего царства Куш, включая города Мероэ и Напата.

## Основные достижения
- Разработка теоретической модели грамматики мероитского языка.
- Подтверждение связи мероитского языка с восточносуданскими языками, что укрепило гипотезу о его африканских корнях.
- Участие в дешифровке ряда текстов на мероитском письме.
- Редактирование научного журнала Meroitic Newsletters, который публикует исследования о древних культурах Нубии и мероитского царства.

Концепция Рийи принята не всеми лингвистами. Критика его теорий связана с недостаточной доказанностью связи между мероитским и другими восточносуданскими языками.

## Публикации
Клод Рийи является автором множества статей и книг по мероитскому языку и истории Нубии. Среди наиболее известных работ:
- Le méroïtique et sa place parmi les langues nilo-sahariennes (2007)
- The Meroitic Language and Writing System (2011), в которой представлено полное описание грамматической структуры мероитского языка.

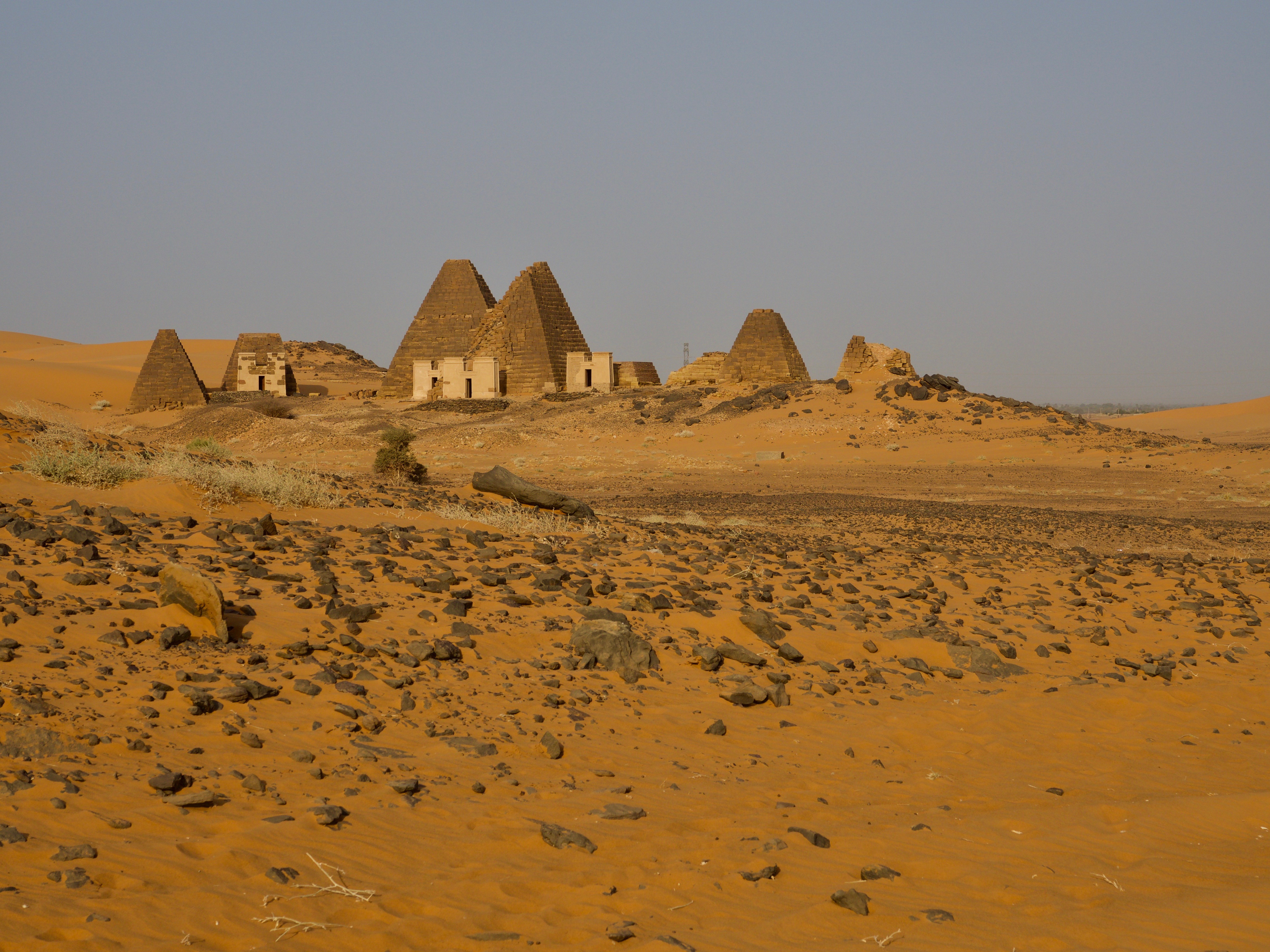
Пирамиды Мероэ, место исследований Клода Рийи

## Сочинения
- La langue du royaume de Méroé (фр.)